# Sparrmannia ursina
Sparrmannia ursina är en skalbaggsart som beskrevs av Evans 1989. Sparrmannia ursina ingår i släktet Sparrmannia och familjen Melolonthidae. Inga underarter finns listade i Catalogue of Life.